# العصر الحجري القديم الأوروبي

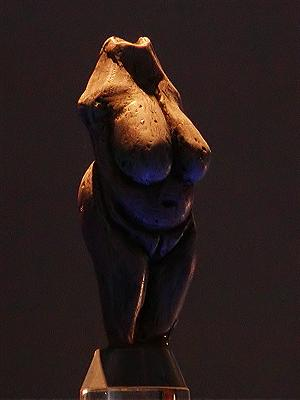
Venus of Moravany - تم اكتشافها في سلوفاكيا أوائل القرن 20

العصر الحجري القديم الأوروبي، أو العصر الحجري القديم السفلي، يشمل الحقبة الممتدة من وصول أول إنسان بدائي منذ نحو 1.4 مليون سنة حتى بداية العصر الحجري المتوسط (العصر الحجري القديم الانتقالي) منذ نحو 10,000، بالتالي تغطي هذه الفترة 99% من تاريخ الوجود البشري على القارة الأوروبية. إن الوصول والاختفاء الباكرين للإنسان المنتصب وإنسان هايدلبيرغ، وظهور نياندرتال (الإنسان البدائي) وتطوره الكامل وزواله النهائي، وهجرة الهوموسابيان (الإنسان العاقل) واستقراره، جميعها أحداث وقعت في العصر الحجري القديم الأوروبي.

## نظرة عامة
تنقسم هذه الفترة إلى:
- العصر الحجري القديم السفلي: يمتد من أول ظهور للبشر (الإنسان السلف وإنسان هايدلبيرغ) إلى عصور هولشتاين بين الجليدية، قبل نحو 1.4 إلى 0.3 مليون سنة.[2]
- العصر الحجري القديم الأوسط: يميزه وجود النياندرتال قبل 300,000 إلى 40,000 سنة.[2]
- العصر الحجري القديم العلوي: قبل نحو 46,000 إلى 12,000 سنة، يميزه وصول الإنسان العاقل الحديث تشريحًا، ويمتد إلى الذروة الجليدية الأخيرة.[3]
- العصر الحجري المتوسط أو العصر الحجري القديم الانتقالي: بدأ قبل نحو 14,000 عام واستمر إلى ما قبل 4,000 عام في أوروبا الشمالية. قد يكون العصر الحجري المتوسط ضمن المرحلة الأخيرة من العصر الحجري القديم الأوروبي العلوي.[2]

## العصر الحجري القديم

### العصر الحجري القديم السفلي: من 1.4 مليون عام إلى 300,000 عام قبل الحاضر
يقبع الدليل الأقدم للوجود البشري في أوروبا الشرقية في كهف كوزارنيكا في بلغاريا، حيث وُجد سن بشري وآثار بشرية من أحجار الصوان يبلغ عمرها 1.4 مليون سنة. في أوروبا الغربية وتحديدًا في جبال أتابويركا في إسبانيا، وُجدت بقايا بشرية تعود إلى 1.2 مليون سنة. اكتُشفت خمس جماجم للإنسان المنتصب في موقع حفريات في مدينة دمانيسي في جورجيا. استخرجت الجماجم عام 2005 ووُصفت في منشور عام 2013 ذكر أنها تعود إلى 1.8 مليون سنة.
يرجع أول دليل على استخدام مجموعات الأدوات الأشولينية المتقدمة من النمط الثاني إلى اكتشاف فأس حجري من الصوان في شبه الجزيرة الإيبيرية بعمر 900,000 عام وفي وسط فرنسا في موقع أثري بعمر 700,000 عام. اكتشفت حفريات بشرية بارزة من هذه الحقبة في كهف كوزارنيكا في بلغاريا (1.4 مليون سنة)، وفي جبال أتابويركا في إسبانيا (1.2 مليون سنة)، وفي قرية موير في ألمانيا (500 ألف سنة)، وفي موقع إيرثام بيت الأثري في قرية بوكسجروف في إنجلترا (478,000 سنة)، وفي محجر سوانزكامب للحفريات في إنجلترا (400 ألف سنة)، وفي تاوتافيل الفرنسية (400 ألف سنة).
اكتشفت أقدم أسلحة صيد كاملة على الإطلاق في أنحاء العالم عام 1995 في منجم فحم حجري قرب بلدة شونينغن الألمانية، حيث استخرجت رماح شونينغن، وهي ثمانية رماح خفيفة خشبية عمرها 380,000 عامًا.